# Wuthering Waves
Wuthering Waves è un videogioco di ruolo d'azione open world free-to-play del 2024 sviluppato e pubblicato da Kuro Games.
Annunciato per la prima volta il 23 marzo 2022, lo si considera ispirato da Death Stranding con l'obiettivo di creare un'esperienza in un mondo post-apocalittico. Lo sviluppo del gioco trae ispirazione anche da altri titoli, tra cui Punishing: Gray Raven per le sue meccaniche di combattimento e di gameplay, così come i giochi del franchise Pokémon per il sistema di echo, simile a quello degli artefatti di Genshin Impact.  Wuthering Waves è infatti stato paragonato proprio a quest' ultimo, ma mira a porre maggior dettaglio sul suo sistema di combattimento rispetto ai suoi giochi più simili. Il gioco è stato pubblicato per dispositivi Android, iOS e Windows il 23 maggio (22 maggio negli Stati Uniti), 2024 seguito da PlayStation 5 il 2 gennaio 2025 e macOS il 27 marzo 2025.

## Modalità di gioco

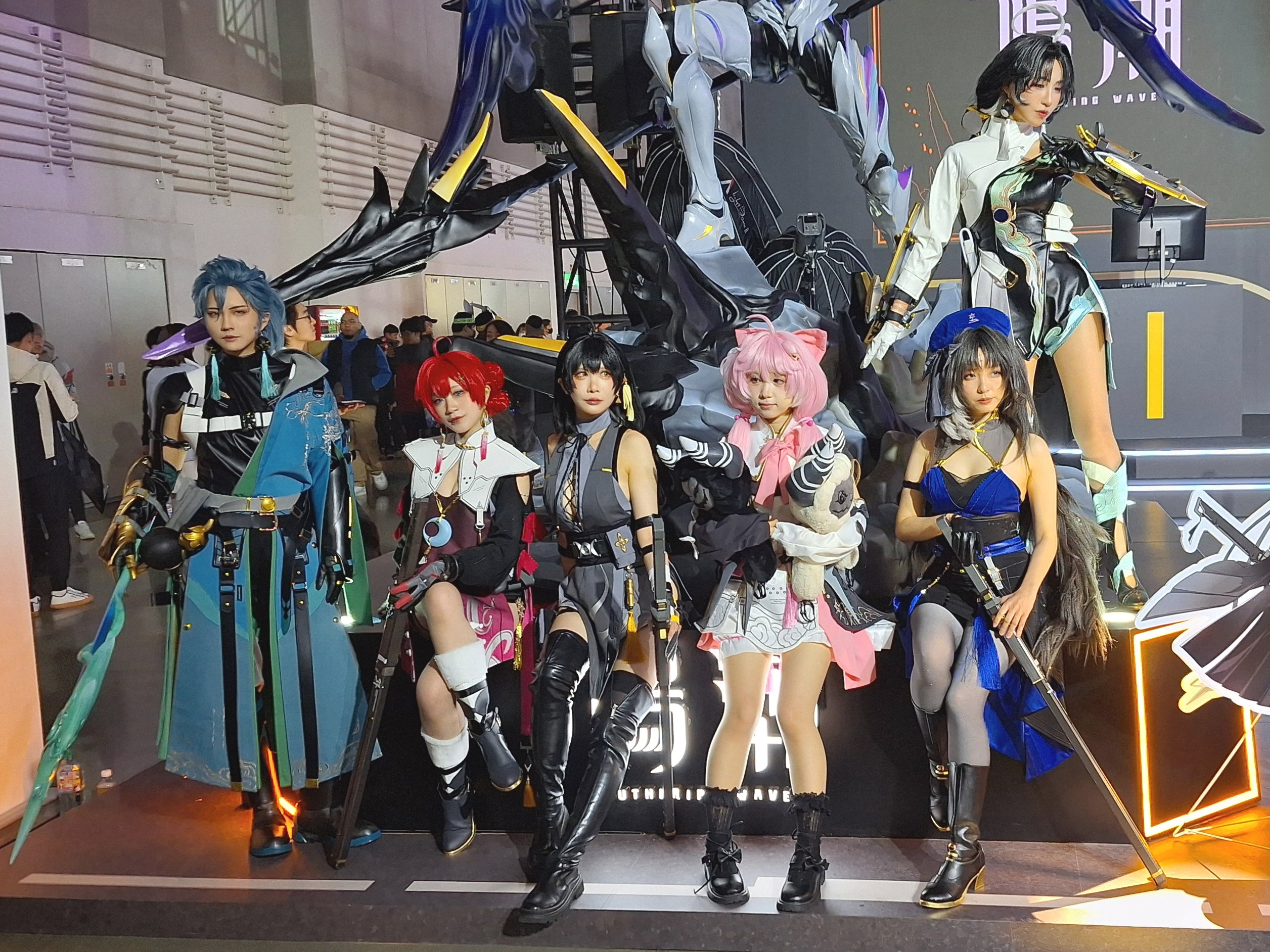
Cosplayer di alcuni personaggi (Resonator) del gioco.

Wuthering Waves è un gioco open world. Il giocatore controlla il protagonista chiamato generalmente Rover, ma a cui è possibile assegnare un nome personalizzato da mostrare durante i dialoghi e la narrazione di gioco. Nel progredire del gioco, l'utente avrà la possibilità di controllare anche gli alleati reclutati chiamati Resonator, che sono divisi per rarità 4 stelle e 5 stelle. Durante i combattimenti il giocatore può coinvolgere tre Resonator, organizzati in party. Per cambiare personaggio il gioco utilizza di default i primi tre tasti numerici da tastiera, oppure le frecce direzionali del pad direzionale di un controller, ma è possibile modificare i controlli a piacimento.
Il sistema di combattimento del gioco è articolato su due tipi di abilità: Intro e Outro; le abilità Intro vengono attivate quando i personaggi entrano in un area di combattimento, ad esempio attirando l'attenzione di un Echo selvatico nel mondo di gioco; quelle Outro vengono attivate quando i personaggi terminano una sessione di combattimento. Entrambe le abilità (skill) vengono attivate quando i personaggi vengono scambiati, usando gli appositi comandi di input. 
Il gioco presenta un sistema gacha accessibile dalla sezione Convene del menu di gioco e organizzato in bundle con relative schermate, in cui è possibile ottenere resonator e armi. Esistono tre tipi di bundle di estrazione: principiante (novice), evento (event) e standard. Il sistema garantisce che gli oggetti a 5 stelle vengano ottenuti entro un determinato numero di estrazioni, nei bundle ad evento questo numero è pari a 80.
Nel caso di un bundle evento, alcuni oggetti sono mostrati nella schermata con la scritta Up che indica una probabilità assoluta maggiore alle altre per trovare l'oggetto specificato. Solitamente la probabilità assoluta di un oggetto 5 stelle è di 0.8%.
Sconfiggendo i nemici detti Echo nel mondo di gioco o in aree chiamate Tacet Camps, è possibile acquisire e equipaggiare gli stessi per alterare le statistiche di base dei personaggi. Gli Echo sono equipaggiabili dalla schermata Character dal menu di gioco e sono ordinati da uno a cinque. Il personaggio è in grado inoltre di trasformarsi per un breve tempo nel primo echo che è stato selezionato ed equipaggiato, variando di conseguenza anche le dinamiche di combattimento.

## Sviluppo
Wuthering Waves è stato annunciato per la prima volta il 23 marzo 2022 da Kuro Games. Lo sviluppo è avvenuto presso la sede di Kuro Games di Hong Kong, inaugurata più recentemente rispetto al suo studio principale di Guangzhou.
Il team di sviluppo ha rilasciato due versioni beta chiuse con doppiaggio esclusivamente in mandarino, dette rispettivamente closed beta test I e closed beta test II: la prima è stata lanciata a partire dal 24 aprile 2023 e si è conclusa il 12 maggio; la seconda è stata pubblicata il 9 febbraio 2024 per essere poi ritirata il 17 marzo 2024. Dopo la prima versione beta, il contenuto della storia è stato ampiamente rielaborato in risposta al feedback dei giocatori che la ritenevano poco piacevole, in particolare per il quinto ed il sesto atto della storia principale. Infatti i contenuti della storia nella versione Closed BetaTest II sono pressoché gli stessi della versione 1.0 di rilascio globale, ma differiscono per la riscrittura completa dei due capitoli: Act V: Rewinding Raindrops e Act VI: Grand Warstorm, ed infine per uno storytelling generalmente molto più apprezzato dalla community che ha condizionato tutti i contenuti della storia principale.
Sulle dinamiche del gameplay, nella Closed Beta Test II sono state rinominate le skill utilizzabili oggi con la differenza del nome di Concerto Skill anziché di Intro e Outro skill, con cui sono note attualmente.